# God of War: Ghost of Sparta
God of War: Ghost of Sparta é um jogo de ação-aventura desenvolvido pela Ready at Dawn para o PlayStation Portable e uma versão remasterizada em HD para o Playstation 3.
Cronologicamente, o jogo acontece depois do guerreiro espartano, Kratos, se tornar o novo Deus da Guerra, ou seja, logo depois do primeiro jogo da série God of War. O título mostra um pouco mais da história do Fantasma de Esparta, revelando como ele conseguiu sua mancha vermelha em sua pele e conta algumas aventuras do personagem logo depois dele se tornar um deus.

## Enredo
Um oráculo predisse que o fim do Olimpo não viria pela vingança dos grandes Titãs, que tinham sido aprisionados após a Grande Guerra, mas por um guerreiro marcado. Os Olimpianos Zeus e Ares acreditavam que este guerreiro tinha que ser Deimos, o irmão de Kratos, devido a sua marca de nascença estranha. Ares interrompe o treinamento de infância de Kratos e Deimos, com Atena (Athena) assistindo, e sequestra Deimos. Kratos tenta parar Ares, mas é posto de lado e ferido (em seu olho direito) pelo Olimpiano. Ares tenta matá-lo, mas Atena o impede, sabendo o destino de Kratos. Levado para os Domínios da Morte, Deimos é preso e torturado pelo Deus da Morte, Tânato (Thanatos).
Kratos, o Fantasma de Esparta, foi posto no lugar de Ares como o novo Deus da Guerra no Monte Olimpo. Ainda assombrado por visões de seu passado mortal, Kratos decide, contra os conselhos da deusa Atena, explorar seu passado e viaja para o Templo de Posseidon (Poseidon), localizado dentro da Cidade de Atlântida (Atlantis). O monstro marinho Cila (Scylla) ataca e destrói o navio de Kratos na costa de Atlântida, embora o espartano tenha se livrado da besta. Após uma série de escaramuças em toda a cidade, Kratos finalmente mata Cila.
Kratos também localiza sua mãe doente, Calisto (Callisto), que tenta revelar a identidade de seu pai. Quando Calisto é subitamente transformada em um monstro horrível, Kratos é forçado a batalhar com ela e, antes de morrer, Calisto agradece a Kratos e lhe implora a procurar seu irmão Deimos no Domínio da Morte. Antes de partir de Atlântida, Kratos encontra e liberta o titã preso Tera (Thera), o que provoca a erupção de um vulcão subterrâneo e, posteriormente, destrói a cidade. Durante a fuga de Kratos, ele tem um outro encontro com o enigmático coveiro, que o alerta para as consequências de desafiar os deuses.
Depois de uma batalha com a Fúria Erínia (Erinys), filha de Tânato, Kratos chega em Esparta e testemunha um grupo de espartanos derrubando uma estátua de Ares, com a intenção de substituí-lo com uma imagem de Kratos. Depois de matar o Leão Pireu (Piraeus) e um dissidente na cadeia de Esparta e um encontro com o espírito de sua criança interior no Templo de Ares, Kratos descobre que ele deve retornar para Atlântida, agora afundada, e localizada nos Domínios da Morte. Antes de sair, um espartano leal fornece a Kratos suas antigas armas usadas durante os dias de Kratos como um capitão do exército espartano, Os Braços de Esparta (The Arms of Sparta).
Entrando nos Domínios da Morte, Kratos finalmente localiza o seu irmão Deimos preso e o liberta. Enfurecido porque Kratos não conseguiu resgatá-lo mais cedo e afirmando que ele nunca vai perdoar Kratos, Deimos ataca Kratos, mas o deus Tânato, responsável pela tortura de Deimos intervém. Tânato leva Deimos contra a sua vontade a cometer suicídio (o local da tentativa de suicídio de Kratos), onde Kratos salva Deimos de cair para a morte. Um agradecido Deimos então ajuda Kratos na luta contra o deus. Tânato mata Deimos mas é destruído, por sua vez, por Kratos. Kratos, observando que seu irmão está finalmente livre, enterra Deimos em seu túmulo (deixando os Braços de Esparta como um marcador da tumba), e é ajudado pelo enigmático coveiro que uma vez o advertira a não desafiar os deuses, afirmando a Kratos que ele se tornara "A Morte… O Destruidor de Mundos".
Atena implora por perdão (oferecendo divindade completa e também o reconhecimento de Kratos como seu irmão) para não revelar a verdade, mas Kratos a ignora, retornando ao Olimpo, prometendo: '"Os deuses irão pagar por isso".
Em uma cena após os créditos finais, o coveiro enterra Calisto num túmulo próximo ao de Deimos (próximo a um terceiro túmulo vazio) e exclama: "Agora… só resta um". A cena final é um Kratos pensativo sentado em seu trono no Monte Olimpo.

## Personagens
- TC Carson como Kratos (Antony Del Rio como Kratos jovem): O protagonista. Um ex-capitão do exército de Esparta, um ex-servo para os deuses do Olimpo, e o Deus da Guerra, depois de matar o Olimpiano Ares. Ainda assombrado por visões de seu passado mortal, Kratos deixa o Olimpo para explorar seu passado.
- Erin Torpey como Atena: Deusa da Sabedoria, aliado de Kratos e mentor. Atena avisa Kratos sobre os perigos da exploração de seu passado.
- Mark Deklin como Deimos (Bridger Zadina como Deimos jovem): O irmão de Kratos. A vítima de uma profecia de que realmente se refere o Kratos (devido a uma marca de nascença incomum), Deimos inicialmente se ressente de Kratos por não resgatá-lo depois de um período de tortura no Domínio da Morte, mas, eventualmente, auxilia seu irmão contra Thanatos.
- Deanna Hurstold como Calisto (Jennifer Hale como jovens Calisto): A mãe de Kratos e Deimos, que apesar das consequências, tenta revelar a identidade de seu pai para Kratos.
- Dee Dee Rescher como Thera: A Titan de lava (criado para o jogo) preso em um vulcão sob a cidade de Atlântida. Atlântida é destruída quando Kratos liberta Thera de seu tormento.
- Fred Tatasciore como Lanaeus: Um servo de Poseidon, que tem dois encontros com Kratos em Atlântida.
- Fred Tatasciore como o rei Midas: Um rei capaz de transformar qualquer coisa tocada em ouro. Angustiado quando ele acidentalmente transforma sua filha em ouro.
- Fred Tatasciore como Zeus: rei do Olimpo (somente aparece na Arena de Combate pós-jogo depois de selecionar o Coveiro).
- Paul Eiding como o Coveiro: Ex-aliado de Kratos, ele adverte Kratos a não desafiar os deuses.
- Gideon Emery como Poseidon: O Deus dos Mares.
- Gideon Emery como O Último Espartano: Um servo fiel de Kratos.
- Jennifer Hale e Erin Torpey como Erinys: A filha do Thanatos.
- Arthur Burghardt como Thanatos: O Deus da Morte e pai de Erinys. Governante do Domínio da Morte e responsável por prender e torturar Deimos.
- Linda Hunt como o Narrador.